# پل رمزی
پل رمزی (انگلیسی: Paul Ramsey؛ زادهٔ ۳ سپتامبر ۱۹۶۲) بازیکن فوتبال اهل ایرلند شمالی بود.
از باشگاه‌هایی که در آن بازی کرده‌است می‌توان به باشگاه فوتبال تورکی یونایتد، باشگاه فوتبال سنت جانستون، باشگاه فوتبال کاردیف سیتی، و باشگاه فوتبال لستر سیتی اشاره کرد.
وی همچنین در تیم ملی فوتبال ایرلند شمالی بازی کرده‌است.